# Parallelia duplexa
Parallelia duplexa är en fjärilsart som beskrevs av Moore 1883. Parallelia duplexa ingår i släktet Parallelia och familjen nattflyn. Inga underarter finns listade i Catalogue of Life.